# Pavol Prokopovič
Pavol Prokopovič est un homme politique slovaque, né le 29 juin 1955 à Stropkov.
Depuis le 16 octobre 2002, il exerce les fonctions de ministre des Transports, des Postes et des Télécommunications (en slovaque : minister dopravy, pôšt a telekomunikácií) dans le deuxième gouvernement de Mikuláš Dzurinda. Pendant son règne, il y avait une abolition massive de lignes ferroviaires  et des connexions en Slovaquie.